# Telecruciverba
Telecruciverba è stato un  gioco a premi televisivo per ragazzi trasmesso nel 1964-1965, ideato da Riccardo Morbelli e condotto da Enza Soldi e Pippo Baudo.
Il programma andava in onda di pomeriggio sul Programma Nazionale. I concorrenti erano ragazzi che dovevano risolvere un cruciverba, in cui le singole definizioni erano presentate sotto forma di filmati o erano recitate dal vivo. Nella prima stagione il programma andò in onda il giovedì e fu trasmesso dal 2 luglio al 24 settembre 1964; la regia fu affidata prima ad Alda Grimaldi e poi a Giuliana Berlinguer. Nella seconda stagione il programma andò in onda il martedì e fu trasmesso dal 5 ottobre al 28 dicembre 1965; la regia fu affidata a Vittorio Brignole. Era prevista una terza stagione nell’autunno del 1966, ma non ebbe luogo per la morte dell’autore avvenuta nel luglio 1966.